# Hagen am Teutoburger Wald
Hagen am Teutoburger Wald är en kommun och ort i Landkreis Osnabrück i förbundslandet Niedersachsen i Tyskland.